# (14424) Laval
(14424) Laval (1991 SR3) est un astéroïde de la ceinture principale découvert le 30 septembre 1991 par le programme Spacewatch à Kitt Peak.
Il tient son nom de l'université Laval qui elle-même tient son nom de François de Montmorency-Laval, le premier évêque de la Nouvelle-France.